# Día (île)
Pour les articles homonymes, voir Dia.
Día (en grec moderne : Δíα) est une île inhabitée située à 14 kilomètres au nord de la capitale de la Crète, Héraklion.

## Géographie
De forme vaguement quadrangulaire, l'île est longue de 6 kilomètres et large de 4,5. D'une surface de 12 km2, c'est la plus vaste des îles du littoral crétois. La légende raconte qu'un lézard géant a essayé de manger la Crète. Zeus l'a pétrifié d'un coup de foudre, ce qui a formé Dia.

## Nature

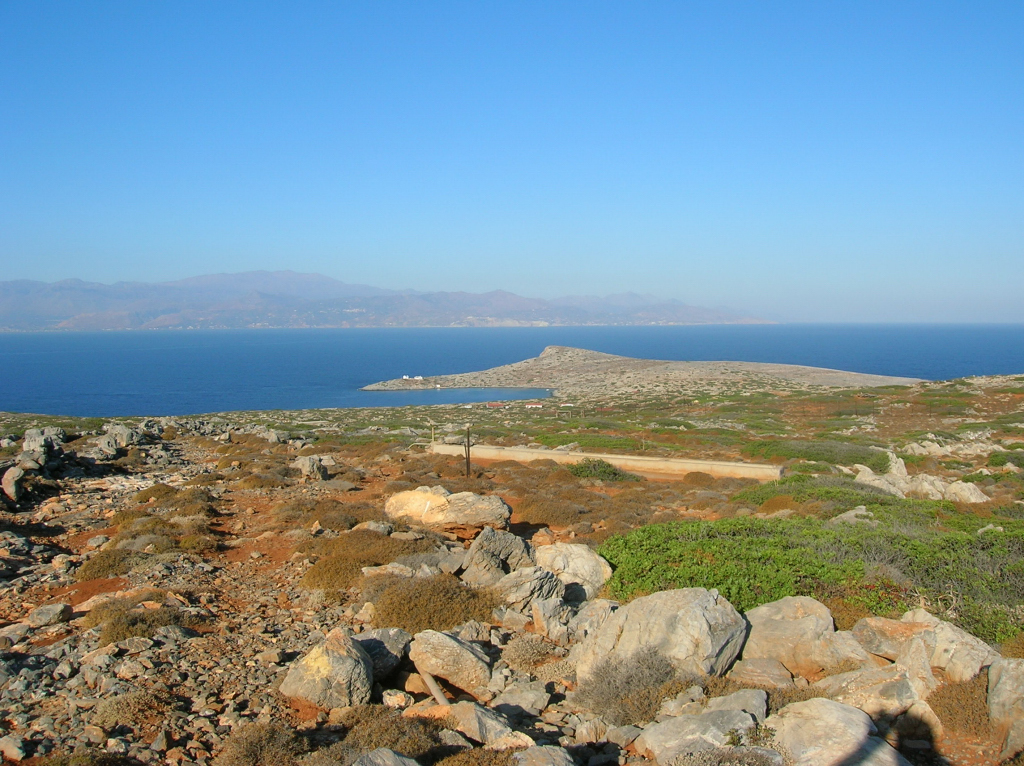
paysage de l'île de Dia.

L'île abrite plusieurs espèces de flore et de faune endémiques, et fait partie du réseau Natura 2000 depuis le 1er mars 2011. L'Île est recouverte d'une végétation sclérophylle a Sarcopoterium spinosum (espèce dominante) et Pistacia lentiscus. Elle abrite en particulier des Kri-Kri (chèvres sauvages), ainsi qu'une sous espèce endémique de lapin de garenne Oryctolagus cuniculus cnossicus et une population endémique du lézard Podarcis erhardii schieberi. On peut y observer de nombreuses espèces d'oiseaux comme le Héron pourpré, le Guêpier d'Europe, l'Aigrette garzette, le Faucon d'Éléonore, le Monticole bleu et des oiseaux marins nicheurs.

## Histoire et mythologie
On y trouve des vestiges de l'époque minoenne, ce qui pourrait laisser penser que Dia était un centre important, mais aucune fouille systématique n'a encore été effectuée.
Dia est, selon Homère, suivi notamment par Ovide, considérée au lieu de Naxos comme l'île sur laquelle Thésée, après avoir tué le Minotaure, aurait fait escale et abandonné Ariane avant de repartir vers Athènes.